# Аборты на Маршалловых Островах
Аборт на Маршалловых Островах разрешён только в том случае, если аборт спасёт жизнь беременной женщины. На Маршалловых Островах, даже если врачи решат, что аборт спасает жизнь женщины, она должна получить согласие супруга, пройти консультирование и подписать форму согласия на использование услуг по планированию семьи после медицинской процедуры.